# Silêmanî
Sulaymaniyya sau Sulaymaniyah sau As-Sulaymaniyya sau Slemani (Kurdă: Silêmanî, Arabă: السليمانية As-Sulaymānīyya) este un oraș din Irak, capitala provinciei  Sulaymaniyya, situată în regiunea autonomă a Kurdistanului Irakian.

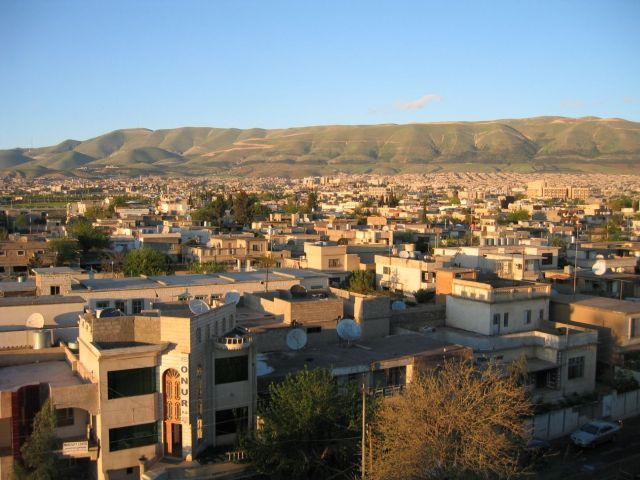
Sulaymaniyah